# 西方 (菊川市)
西方（にしかた）は静岡県菊川市の大字。

## 地理
菊川市の西部、西方地区のに位置する。東で堀之内・潮海寺・富田、西で掛川市上内田・満水、南で加茂及び中内田、北で掛川市伊達方・八坂と接する。

### 河川
- 西方川

### 字一覧
130の字がある（2018年（平成30年）10月16日現在）。
- 上千ケ谷（かみせんがや）
- 玄徳（げんとく）
- 西ノ谷（にしのや）
- 五反田（ごたんだ）
- 小坂（こざか）
- 土代（つちしろ）
- 池ノ内（いけのうち）
- 蓮ケ谷（おうがや）
- 越前（えちぜん）
- 七ッ枝（ななつえだ）
- 堂ノ谷（どうのや）
- 奥山（おくやま）
- 柳沢（やなぎさわ）
- 樽ケ沢（たるがさわ）
- 柿ケ沢（かきがさわ）
- 新田（しんでん）
- 田ノ谷（たのや）
- 鮒子（ふなこ）
- 上木ノ谷（うえきのたに）
- 大藪沢（おおやぶさわ）
- 天神原（てんじんばら）
- 井土ケ谷（いどがや）
- 大畑ケ谷（おおはたがや）
- 北ノ谷（きたのや）
- 寺下（てらした）
- 別ケ谷（べつがや）
- 金田（かねた）
- 榎下（えのきした）
- 安曽ケ谷（あそがや）
- 柳ケ谷（やなぎがや）
- 節田ケ谷（ふしだがや）
- 明神ケ谷（みょうじんがや）
- 小道（こみち）
- 下ノ谷（したのや）
- 萩ノ谷（はぎのや）
- 炭山ケ谷（すみやまがや）
- 高寺ケ谷（こうじがや）
- 口ノ谷（くちのや）
- 宮木ケ谷（みやきがや）
- 宮下（みやした）
- 卯当ケ谷（うとうがや）
- 大淵ケ谷（おおぶちがや）
- 山本（やまもと）
- 中ノ谷（なかのや）
- 大平（おおひら）
- 後藤ケ谷（ごとうがや）
- 山崎（やまざき）
- 山崎前（やまざきまえ）
- 下原（しもはら）
- 原（はら）
- 中原（なかはら）
- 才松（さいまつ）
- 清水（しみず）
- 九ノ谷（くのや）
- 南田（みなみだ）
- 施餓鬼（せがき）
- 三戸ケ谷（みとがや）
- 辻ト川（つじとがわ）
- 桜田（さくらだ）
- 背戸ケ谷（せとがや）
- 馬場（ばば）
- 法田（ほうだ）
- 札ノ辻（ふだのつじ）
- 徳ケ谷（とくがや）
- 大島ケ谷（おおしまがや）
- 大橋（おおはし）
- 井ノ木ケ谷（いのきがや）
- 中（なか）
- 法川（ほうがわ）
- 姥ケ谷（うばがや）
- 飛田ケ谷（とびたがや）
- 屋ノ谷（やのや）
- 角田（かくた）
- 上林ケ谷（かんばやしがや）
- 御所ノ谷（ごしょのや）
- 寺東（てらひがし）
- 鳥井（とりい）
- 勘右エ門谷（かんうえもんや）
- 向田（むかいだ）
- 南ノ谷（みなみのや）
- 池ノ谷（いけのや）
- 坂下（さかした）
- 後山（うしろやま）
- 三駄ノ谷（さんだのや）
- 水無（みずなし）
- 向赤坂下（むこうあかさかした）
- 尾花ノ谷（おばなのや）
- 菰ケ谷（こもがや）
- 伏木ケ谷（ふしぎがや）
- 間虫ケ谷（まむしがや）
- 弥吉前（やきちまえ）
- 笹良ケ谷（ささらがや）
- 高松下（たかまつした）
- 百合切（ゆりきり）
- 大谷（おおや）
- 栗林（くりばやし）
- 腰前（こしまえ）
- 西谷田（にしやだ）
- 堤ケ谷（つつみがや）
- 赤坂ノ谷（あかさかのや）
- 狐塚（きつねづか）
- 沢ケ谷（さわがや）
- 椿ケ谷（つばきがや）
- 四ツ枝（よつえだ）
- 堂天ケ谷（どうてんがや）
- 大豆尻（おおまめじり）
- 寺田（てらだ）
- 西寺田（にしてらだ）
- 八ツノ谷（やつのや）
- 正法寺入口上（しょうほうじいりぐちかみ）
- 松下（まつした）
- 尾張ケ谷（おわりがや）
- 金山東（かなやまひがし）
- 田ケ谷中（たがやなか）
- 口ノ下（くちのした）
- 大沢（おおさわ）
- 上栗林（かみくりばやし）
- 宇東ケ谷（うとうがや）
- 大鳥ケ谷（おおとりがや）
- 東谷口（ひがしのやぐち）
- 西ノ舎（にしのや）
- 屋原ケ谷（やはらがや）
- 西の平（にしのだいら）

## 歴史

### 町名の由来
中世の荘園である河村荘の西に位置することから。

### 沿革
- 1889年（明治22年）4月1日 - 町村制の施行により、城東郡西方村が周辺の村と合併し、改めて城東郡西方村となる[WEB 8]。旧村名は西方村の大字として残る[WEB 7]。
- 1896年（明治29年）4月1日 - 郡制の施行により所属郡が小笠郡に変更。
- 1923年（大正12年）12月1日 – 西方村が町制施行を行い、堀之内町となる。
- 1954年（昭和29年）1月1日 – 堀之内町が内田村・横地村・六郷村・加茂村と新設合併を行い、菊川町が発足する。
- 2005年（平成17年）1月17日 – 菊川町が小笠町と新設合併を行い、菊川市となる。

## 施設
- 菊川市立堀之内小学校
- 東遠学園組合 東遠学園
- 菊川運動公園
- 大王パッケージ 中部事業部静岡工場
- SUS 静岡事業所
- 日東工業 菊川工場

## 交通

### バス
- 菊川市コミュニティバスコース：（菊川市立総合病院 方面 - ）緑ヶ丘 - 豆尻橋 - 堀田下 - 堀之内小学校 - 島川公会堂 - 田ケ谷公民館 - 江戸側 - 沢田公会堂前 - さわだの庄 - 公文名公会堂 - 奉仕橋 - 堀之内公会堂

### 道路
- 静岡県道37号掛川浜岡線
- 静岡県道250号菊川停車場伊達方線

## その他

### 学区
小学校・中学校の学区は以下の通りである。
| 番・番地等 | 小学校               | 中学校               |
| ---------- | -------------------- | -------------------- |
| 全域       | 菊川市立堀之内小学校 | 菊川市立菊川西中学校 |

### 警察
警察の管轄区域は以下の通りである。
| 番・番地等 | 警察署     | 交番・駐在所 |
| ---------- | ---------- | ------------ |
| 全域       | 菊川警察署 | 菊川駅前交番 |

### WEB
1. ↑  “h02_22.csv”.   総務省 (2022年2月10日). 2025年7月14日閲覧。
2. ↑  “静岡県菊川市 (22224)”.   人文学オープンデータ共同利用センター. 2025年7月14日閲覧。
3. ↑  “静岡県 菊川市 西方の郵便番号 - 日本郵便”.   日本郵便. 2025年7月14日閲覧。
4. ↑  “市外局番の一覧”.   総務省 (2022年3月1日). 2025年7月14日閲覧。
5. ↑  “事業所案内及び管轄地域（事務所3件、分室3件）”.   一般社団法人静岡県自動車会議所. 2025年7月14日閲覧。
6. ↑  “菊川市小字一覧 - 静岡県オープンデータ”.   静岡県 (2018年10月16日). 2025年7月14日閲覧。
7. 1 2  “解説ページ”.   株式会社エア. 2025年7月14日閲覧。
8. ↑  “historyofcities.pdf”.   静岡県総務部合併推進室・財団法人静岡県市町村振興協会. 2025年7月14日閲覧。
9. ↑  “菊川市／通学区域一覧”.   菊川市 (2024年4月1日). 2025年7月14日閲覧。
10. ↑  “交番駐在所一覧表｜静岡県警察”.   静岡県警察 (2023年6月12日). 2025年7月14日閲覧。